# Vietlish
Khái niệm Vietlish hay Vietglish chưa được phổ biến ở Việt Nam lắm nhưng nó đã xuất hiện trong cộng đồng người Việt ở hải ngoại. Tuy tiếng Anh không phải là ngôn ngữ chính thức hay ngôn ngữ phụ ở Việt Nam nhưng ngày nay nó đang được phổ biến rộng rãi, đặc biệt là trong giáo dục và công việc. Nhiều người Việt có thể nói tiếng Anh như là ngôn ngữ thứ hai và người ta coi nó là điều kiện cần có trong nhiều trường hợp. Cũng tương tự trường hợp tiếng Pháp thời Pháp thuộc, tiếng Anh khi du nhập vào Việt Nam đã ảnh hưởng khá lớn đến ngôn ngữ giao tiếp của người Việt. Thậm chí, tiếng Việt ngày nay còn vay mượn một lượng khá lớn từ ngữ của tiếng Anh, nhất là trong lĩnh vực kỹ thuật và công nghệ thông tin.
bới cảnh
Tiếng Anh khá phổ biến ở miền Nam Việt Nam trong thời chiến tranh Việt Nam, khi ấy thường gọi là tiếng Mỹ bởi lẽ có sự hiện diện của nhiều người đến từ Mỹ và các quốc gia đồng minh của Việt Nam Cộng hòa. Tuy nhiên, thời kỳ này, chỉ một tầng lớp người dân được học tiếng Anh bài bản, phần lớn người ta học hỏi qua giao tiếp với nhau, gọi là tiếng Anh bồi.
Thời bao cấp ở Việt Nam, tiếng Anh vẫn chưa được coi trọng, chính quyền chỉ chú trọng vào việc dạy tiếng Nga hoặc tiếng Trung cho học sinh. Kể từ sau khi Việt Nam thực hiện chính sách Đổi Mới, tiếng Anh đã nhanh chóng trở thành ngoại ngữ mới và được đưa vào hệ thống giáo dục.
Kể từ sau năm 1975, cộng đồng người Việt ở hải ngoại bắt đầu học tiếng bản xứ đề hòa nhập với xã hội. Nhưng nhiều phụ huynh vẫn có thái độ kiên quyết bắt con cái họ dùng tiếng Việt khi giao tiếp trong gia đình vì lo ngại bị mất kỹ năng dùng tiếng Việt mẹ đẻ. Thế nên, dù vô tình hay cố ý, người ta đã pha trộn rất nhiều từ ngữ tiếng Anh và tiếng Việt với nhau trong giao tiếp mà những người bảo thủ gọi đó là sự lai căng.
Những năm 1990, khi công nghệ thông tin phát triển, internet bắt đầu có mặt tại Việt Nam thì tiếng Anh thực sự đã trở thành ngoại ngữ phổ biến nhất Việt Nam, vượt xa tiếng Pháp, tiếng Nga và tiếng Trung.

## Sử dụng

### Tiếng Anh bồi
Tiếng Anh bồi (hay tiếng bồi) là khái niệm để chỉ cách dùng tiếng Anh không chuẩn xác về mặt phát âm, từ ngữ lẫn cấu trúc câu nhưng người nghe vẫn có thể hiểu được. Cách dùng này cũng là sự pha tạp từ ngữ tiếng Anh và tiếng Việt. Cụm từ "tiếng bồi" xuất phát từ việc các phục vụ viên (gọi là bồi bàn - waiterboy) của các quán ăn, nhà hàng nói tiếng Anh với khách, nghĩa rộng hơn là các chủ quán nói tiếng Anh với khách hàng.

### Sự vay mượn
Nhiều từ ngữ tiếng Anh được vay mượn để dùng trong giao tiếp hằng ngày, lâu dần đã trở nên phổ biến. Ví dụ: tivi, xe tăng, rađiô, rađa, oẳn-tù-tì, okê... Các kiểu từ ngữ này phần lớn xuất hiện trước năm 1975 và được viết theo kiểu phiên âm, có khác với từ nguyên tiếng Anh. Thời gian gần đây, sự vay mượn tiếng Anh trở nên phổ biến, và phần lớn từ ngữ vay mượn khi viết vẫn giữ giống từ nguyên tiếng Anh. Ví dụ: internet, website, fax, chat, forum, email... Sự thiếu hiểu biết đầy đủ về từ vựng tiếng Anh khiến người Việt lại viết sai và dùng sai từ như phản dame, main chính,...